# Теория аффектов
Тео́рия аффе́ктов — музыкально-эстетическая концепция, распространённая в Европе в конце эпохи Возрождения и в эпоху барокко. Под аффектами учёные понимали некие «фиксированные» (поддающиеся категоризации) эмоциональные состояния человека (ср. с понятием аффекта в психологии). Барочная теория аффектов восходит к этическим теориям греческой античности, которые определяли, как вызывать (не только с помощью музыки, но также поэзии, театрального действа, танца и др.) у человека определённые эмоциональные состояния (радость, печаль, страдание и т. д.) с помощью различных средств художественной выразительности.
Согласно теории аффектов Нового времени музыка, с одной стороны, призвана возбуждать в человеке различные состояния души, с другой — сама изображает их. Афанасий Кирхер (1650) указывал 8 основных аффектов, которые способна возбуждать в человеке музыка: желание, печаль, отвага, восторг, умеренность, гнев, величие и святость. Передача конкретных аффектов подразумевала использование одних и тех же (установленных теоретиками) средств музыкальной выразительности — гармонии, инструментовки, ритма, темпа и т. д.
Со второй половины XVIII века теория аффектов перестала непосредственно влиять на музыкальную практику. Музыкальные термины, первоначально обозначавшие аффекты (например, темповые обозначения Allegro, Adagio и т. п.), стали употребляться вне связи с эмоциональным характером.